# Sminthurides lolelua
Sminthurides lolelua är en urinsektsart som beskrevs av Christiansen och Bellinger 1992. Sminthurides lolelua ingår i släktet Sminthurides och familjen Sminthurididae. Inga underarter finns listade i Catalogue of Life.